# Ourebia ourebi ssp. haggardi
Хагардов ориби (лат. Ourebia ourebi haggardi) је подврста орибија, врсте сисара (Mammalia) која припада реду папкара (Artiodactyla) и породици шупљорожаца (Bovidae).

## Угроженост
Ова подврста се сматра рањивом у погледу угрожености од изумирања.

## Распрострањење
Кенија и Сомалија.

## Популациони тренд
Популација ове подврсте се смањује, судећи по расположивим подацима.

## Станиште
Хагардов ориби има станиште на копну.